# 石橋工業 (食品製造)
石橋工業株式会社（いしばしこうぎょう）は、福岡県筑後市に本社を置く精麦、飼料製造、倉庫事業を行っている企業。鳥越製粉の100%子会社。

## 概要
1918年に創業し、1947年7月に旧社が設立。官公庁や畜産業者向けに、精麦、飼料の製造の他にも、倉庫業も手掛けている。かつてはレストラン事業も手掛けており、2008年5月期には約31億7500万円の売上があった。
しかし、消費低迷や得意先の畜産農家の廃業などにより、2019年5月期の売上は約27億円にまで落ち込んだ他、設備投資に伴う借入金も経営悪化に拍車をかけた。このため、福岡市博多区に本社がある鳥越製粉は2020年1月に旧社の事業を譲受する新会社として、石橋工業株式会社（新社）を設立。新社は同年3月2日付で、旧社から事業を譲受した。新社の本店所在地は当初は福岡市中央区に置かれていたが、事業譲受と共に筑後市へ移転している。
旧社は、新社への事業譲渡の当日である2020年3月2日に株式会社KSBへ商号変更したと同時に、本店所在地を福岡市西区へ移転。KSBは同年11月27日に解散を決議し、2021年8月19日に福岡地方裁判所から特別清算開始決定を受けた。KSBの負債総額は48億円。KSBは2022年1月13日に法人格が消滅した。

## 沿革

### 旧：石橋工業→KSB
- 1918年6月 - 福岡県八女市忠見において石橋七蔵が製粉製麺業を創業
- 1947年7月 - 商号を石橋工業株式会社と称し法人を設立
- 1951年 - 精麦業を開始
- 1953年 - 筑後市山の井に精麦工場を新設
- 1968年 - 福岡工場を竣工し、単味飼料の製造を開始。
- 1969年 - 倉庫業許可
- 1989年 - 筑後市山の井に新精麦工場完成
- 2001年 - 福岡市天神に「旬菜　麦や七蔵」オープン
- 2002年 - 福岡市博多に「trattoria NANAKURA」オープン
- 2008年 - 福岡市博多に「CASUAL DINING NANAKURA」オープン。東京都千代田区に「麦舎　- mugiya -」オープン。
- 2009年 - 筑後市本社敷地内に「パンとお菓子の店　麦工房NANAKURA」オープン。
- 2013年 - 福岡市天神の「旬菜　麦や七蔵」をクローズ。東京都千代田区の「麦舎　- mugiya -」をクローズ。
- 2016年 - 東京都港区に「FORMAL DINING NANAKURA」オープン。
- 2020年
  - 3月2日 - 鳥越製粉の子会社である石橋工業株式会社（新社）へ事業を譲渡して事業停止。同時に商号を株式会社KSBへ変更し、本店所在地を福岡市西区へ移転。
  - 11月27日 - 株主総会において解散を決議。
- 2021年8月19日 - 福岡地方裁判所から特別清算開始決定を受ける。
- 2022年1月13日 - 法人格消滅。

### 新：石橋工業
- 2020年
  - 1月 - 鳥越製粉の子会社として設立。本店所在地を福岡市中央区に置く。
  - 3月2日 - 石橋工業株式会社（旧社）から事業を譲受。本店所在地を筑後市へ移転。

## 事業所
- 本社・精麦工場：福岡県筑後市山の井141-1
- 福岡支店・飼料工場：福岡県福岡市中央区那の津5丁目9番3号
- 東京営業所：東京都墨田区亀沢四丁目17番12号　関電工錦糸町ビル2階